# انقلاب 1973 في رواندا
الانقلاب الرواندي 1973، المعروف أيضًا باسم انقلاب 5 يوليو (بالفرنسية: Coup d'état du 5 Juillet)‏ هو انقلاب عسكري قام به جوفينال هابياريمانا ضد الرئيس غريغوار كايباندا في جمهورية رواندا. وقع الانقلاب في 5 يوليو 1973 واعتبره الكثيرون خيانة.

## خلفية
بينما كانت رواندا لا تزال تحت الحكم البلجيكي في الخمسينيات وأوائل الستينيات، ازداد الاستياء من الحكم الاستعماري ونخبة التوتسي العرقية بين الهوتو، وأدى إلى تشكيل حزب بارمهوتو السياسي من قبل غريغوار كايباندا في عام 1957، بهدف الإطاحة بالنظام الملكي والحصول على حقوق مماثلة للهوتو. وقد تحقق ذلك بعد انتخابات عام 1961 والاستفتاء، لكن غياب معارضة التوتسي الفعالة أدى إلى توترات إقليمية بين السياسيين الهوتو. عارض سياسيو الوسط والجنوب سياسيو الشمال.
في الأشهر التي سبقت انقلاب هابياريمانا، كثف الجيش (الذي يتألف بشكل أساسي من جنود شماليين) من اضطهاد عرقية التوتسي من خلال تشكيل لجان أهلية من الهوتو لضمان تطبيق الحصص العرقية المطلوبة التي طلبها هابياريمانا. رفض كايباندا سياسة الحصص هذه، ثم وصفه الجيش بأنه زعيم «ضعيف». تم إنتاج شائعات ووثائق مزيفة من قبل الجيش ضد الرئيس وأصبحت رواندا معزولة اقتصاديًا ودبلوماسيًا، خاصة عن أوغندا المجاورة (التي كانت تحت حكم عيدي أمين) التي كانت تضم أعدادًا كبيرة من التوتسي. اعتبر غالبية السكان هذا الوضع خيانة من هابياريمانا. في الواقع، قبل الانقلاب، كان هابياريمانا، الذي شغل منصب رئيس أركان الجيش، أيضًا صديقًا للرئيس كايباندا.

## بعد الانقلاب
مباشرة بعد الاستيلاء على السلطة، أسس هابياريمانا ديكتاتورية شمولية وحظر جميع الأحزاب السياسية، ولكن في عام 1974 أنشأ حزبه، الحركة الوطنية الثورية من أجل التنمية (MRND)، باعتباره الحزب الوحيد المسموح به قانونًا في البلاد.
في حين كان الانقلاب غير دموي، قُتل 56 شخصًا - معظمهم من القادة السابقين - على أيدي الأجهزة الأمنية بين عامي 1974 و1977، ومات كايباندا في الحجز عام 1976، ربما بسبب الجوع.